# Eastern Professional Basketball League 1955-1956
La stagione EPBL 1955-56 fu la 10ª della Eastern Professional Basketball League. Parteciparono 6 squadre in un unico girone.
Rispetto alla stagione precedente si aggiunsero i Trenton Capitols. I Lancaster Red Roses scomparvero. Durante la stagione i Trenton Capitols fallirono e vennero rimpiazzati dai New York-Harlem Yankees, che terminarono il campionato al loro posto, venendo classificati con il record complessivo delle due squadre.

## Squadre partecipanti
- Hazleton Hawks
- Scranton Miners
- Sunbury Mercuries
- Trenton Capitols/ Harlem Yankees
- Wilkes-B. Barons
- Williamsport Billies

## Classifica
| Squadra                                  | V  | P  | %    | GB   |
| ---------------------------------------- | -- | -- | ---- | ---- |
| Williamsport Billies                     | 18 | 9  | 66,7 | -    |
| Wilkes-Barre Barons                      | 18 | 12 | 60,0 | 1,5  |
| Scranton Miners                          | 14 | 13 | 51,9 | 4    |
| Sunbury Mercuries                        | 13 | 13 | 50,0 | 4,5  |
| Hazleton Hawks                           | 11 | 15 | 42,3 | 6,5  |
| Trenton Capitols/New York-Harlem Yankees | 2  | 14 | 12,5 | 10,5 |

## Play-off

### Semifinali
|  | Williamsport Billies | 89 – 83 | Sunbury Mercuries |  |

|  | Williamsport Billies | 77 – 74 | Sunbury Mercuries |  |

|  | Wilkes-Barre Barons | 85 – 82 | Scranton Miners |  |

|  | Scranton Miners | 126 – 117 | Wilkes-Barre Barons |  |

|  | Wilkes-Barre Barons | 86 – 82 | Scranton Miners |  |

### Finale
|  | Williamsport Billies | 88 – 86 (d.1t.s.) | Wilkes-Barre Barons |  |

|  | Wilkes-Barre Barons | 90 – 85 | Williamsport Billies |  |

|  | Wilkes-Barre Barons | 92 – 83 | Williamsport Billies |  |

|  | Wilkes-Barre Barons | 90 – 87 | Williamsport Billies |  |

### Tabellone
|  | Semifinali | Semifinali   | Semifinali   |              |              | Finale       | Finale | Finale |  |
|  |            |              |              |              |              |              |        |        |  |
|  | 1          | Williamsport | 2            |              |              |              |        |        |  |
|  | 1          | Williamsport | 2            |              |              |              |        |        |  |
|  | 4          | Sunbury      | 0            |              |              |              |        |        |  |
|  | 4          | Sunbury      | 0            |              | Williamsport | Williamsport | 1      |        |  |
|  |            |              |              |              | Williamsport | Williamsport | 1      |        |  |
|  |            |              | Wilkes-Barre | Wilkes-Barre | 3            |              |        |        |  |
|  | 3          | Scranton     | Wilkes-Barre | Wilkes-Barre | 3            | 1            |        |        |  |
|  | 3          | Scranton     |              |              |              |              |        |        |  |
|  | 2          | Wilkes-Barre | 2            |              |              |              |        |        |  |

## Vincitore
| Campione EPBL 1956              |
| ------------------------------- |
| Wilkes-Barre Barons (3º titolo) |

## Premi EPBL
- EPBL Most Valuable Player: Jack Molinas, Williamsport Billies